# 22. januar
22. januar er dag 22 i året, i den gregorianske kalender. Der er 343 dage tilbage af året (344 i skudår).
- Vincents dag, opkaldt efter den spanske helgen Vincent (el. Vincentius), der døde som martyr år 304 under kejser Diocletians forfølgelser. Ved hans død forvandledes hans fængsel til en smuk blomsterhave. Sankt Vincent er Portugals og vindyrkernes skytshelgen.

### Begivenheder
Født - Dødsfald
- 1701 - Landmilitsen oprettes.
- 1840 - Britiske kolonister bosætter sig for første gang i New Zealand for at sikre landets tilhørsforhold til det britiske rige.
- 1879 - ca 1,300 britiske soldater bliver dræbt i slaget ved Isandlwana, under Zulukrigen.
- 1905 - I St. Petersborg i Rusland dræbes omkring 1.000 demonstranter af zarens folk i forbindelse med store demonstrationer mod styret.
- 1924 - Ramsay MacDonald bliver den første Labour-premierminister i Storbritannien.
- 1972 - Statsminister Jens Otto Krag (S) underskriver i Bruxelles i Belgien traktaten om Danmarks indtræden i EF. Det danske medlemskab af EF skal dog først bekræftes ved en folkeafstemning senere på året.
- 1973 - 24-årige George Foreman fra USA bliver verdensmester i professionel sværvægtsboksning ved at knockoutbesejre Joe Frazier.
- 1976 - Historiens største bankrøveri bliver begået af en guerillastyrke i Libanons hovedstad Beirut, som røver omkring 50 millioner US dollars fra en bank. I ly af de kaotiske forhold i den krigshærgede by sprænger guerillastyrken sig adgang til British Banks Mellemøsten-filial og fjerner værdier fra bankboksene.
- 1980 - Den russiske atomfysiker og modtager af Nobels fredspris Andrej Sakharov deporteres fra Moskva til den lukkede by Gorkij. Forvisningen bliver af de sovjetiske myndigheder begrundet med "nedbrydende virksomhed mod den sovjetiske stat".
- 1981 - Verdens dyreste brev bliver solgt på en Christie’s auktion i New York, USA for 748.000 $. Det er et brev skrevet af USA’s præsident Abraham Lincoln den 8. januar 1863, hvori han imødegår kritikken af uafhængighedserklæringen, der bliver solgt til denne pris.
- 1983 - Steven Spielberg-filmen E.T. bliver historiens til dato bedst sælgende film, da den passerer 194 millioner $ i indtægter fra videosalg på blot et år.
- 1983   - Björn Borg bekendtgør sit stop fra tennis som kun 27-årig efter en karriere, der blandt andet har omfattet fem Wimbledon-sejre i træk.
- 1997 - En øvelse i Storebæltstunnellen afslører mange mangler i rednings-beredskabet.
- 2002 - En dansk statsborger tages til fange af USA i Afghanistan, hvor han mistænkes for at have samarbejdet med terrorister.
- 2006 - Den venstreorienterede Eva Morales bliver den første indianer indsat som Bolivias præsident.
- 2008 - Irak indfører et foreløbigt flag, der fjerner de tre stjerner, der repræsenterede Baathpartiet.

### Født
- 1440 - Ivan 3., russisk storfyrste (død 1505).
- 1561 - Francis Bacon, engelsk filosof (død 1626).
- 1729 - Gotthold Ephraim Lessing, tysk forfatter og filosof (død 1781).
- 1788 - Lord Byron, engelsk digter (død 1824).
- 1849 - August Strindberg, svensk dramatiker (død 1912).
- 1869 - Grigori Rasputin, russisk munk (død 1916).
- 1875 - D.W. Griffith, amerikansk filminstruktør (død 1948).
- 1897 - Nis Petersen, dansk forfatter (død 1943).
- 1909 - U Thant, burmesisk generalsekretær for FN 1961-71 (død 1974).
- 1913 - Henry Bauchau, belgisk romanforfatter (død 2012).
- 1916 - Henri Dutilleux, fransk komponist (død 2013).
- 1918 - Elmer Lach, canadisk ishockeyspiller (død 2015).
- 1920 - Alf Ramsey, engelsk fodboldtræner (død 1999).
- 1929 - Jørgen Schleimann, dansk tidl. chefredaktør, tidl. TV2-direktør (død 2016).
- 1931 - Sam Cooke, amerikansk sanger (død 1964).
- 1936 - Peter Steen, dansk skuespiller (død 2013).
- 1939 - Hans Hertel, dansk professor i nordisk litteratur (død 2023).
- 1940 - John Hurt, engelsk skuespiller (død 2017).
- 1940   - Erik Lykke Sørensen, dansk fodboldspiller.
- 1947 - Vladimir Oravsky, svensk forfatter og dramatiker.
- 1953 - Jim Jarmusch, amerikansk filminstruktør.
- 1959 - Linda Blair, amerikansk skuespillerinde
- 1960 - Michael Hutchence, australsk sanger i INXS (død 1997).
- 1965 - Steven Adler, amerikansk trommeslager og tidligere medlem af Guns N' Roses
- 1970 - Amin Jensen, dansk komiker, tv-vært.
- 1979 - Lincoln, brasiliansk fodboldspiller.

### Dødsfald
- 1843 - Ernst Mensen, norsk ultraløber (født 1799).
- 1901 - Victoria, britisk dronning (født 1819).
- 1919 - Carl Larsson, svensk billedkunstner (født 1853).
- 1922 - Fredrik Bajer, dansk forfatter, pacifist og modtager af Nobels fredspris (født 1837).
- 1951 - Harald Bohr, dansk matematiker og fodboldspiller (født 1887).
- 1959 - Mike Hawthorn, britisk racerkører (født 1929)
- 1973 - Lyndon B. Johnson, amerikansk præsident 1963-69 (født 1908).
- 1975 - Clara Pontoppidan, dansk skuespillerinde (født 1883).
- 1994 - Telly Savalas, amerikansk skuespiller (født 1922).
- 1994 - Jean-Louis Barrault, fransk skuespiller, mimiker og teaterinstruktør (født 1910).
- 2006 - Villads Villadsen, grønlandsk forfatter, digter og sangskriver. 90 år.
- 2007 - Abbé Pierre, fransk, katolsk præst og grundlægger af Emmaus-bevægelsen (hed oprindeligt Henri Groues) (født 1912).
- 2008 - Heath Ledger, australsk skuespiller (født 1979).
- 2017 - Søren Elung Jensen, dansk skuespiller (født 1928).
- 2018 - Ursula K. Le Guin, amerikansk forfatter (født 1929).

|  | Denne datoartikel kan blive bedre, hvis der indsættes et (bedre) billede Du kan hjælpe ved at afsøge Wikimedia Commons for et passende billede eller uploade et godt billede til Wikimedia Commons iht. de tilladte licenser og indsætte det i artiklen. |